# Timelesz project
『timelesz project』（タイムレスプロジェクト）は、日本の男性アイドルグループtimelesz（旧名・Sexy Zone）の追加メンバーを決定するオーディション企画である。略称は「タイプロ」。オーディションの模様は「timelesz project -AUDITION-」（-オーディション）の題名でNetflixにおいて世界各国で配信されている。本稿では配信番組についても記述する。

## 背景
Sexy Zoneは、2011年に佐藤勝利、菊池風磨、松島聡、マリウス葉、中島健人の5名で結成され、同年CDデビューした。2022年にマリウス、2024年に中島が卒業。2024年4月1日、グループ名を「timelesz」に改名。あわせて新メンバーオーディションの開催を告知した。同年5月1日にオーディションの詳細が公開され、同時に受付が開始された。
オーディション開催を提案したのは、菊池であった。中島卒業後、「現状維持ではなくより飛躍を目指したい、大改革が必要」であると3人で話し合いをする中で生まれた提案であった。この提案を佐藤と松島は最初から手放しで受け入れたわけではなかった。しかし、佐藤は「最初に提案してくれたのは風磨くんだけど、そこが矢面に立って欲しくないという気持ちが僕たちはある。3人で決めたことだから」とあくまで3人の決断であることを強調している。松島も今までグループが伝えてきたメッセージの中に「同じ歩幅で歩こう」というものがあったが、この発表が同じ歩幅ではないと伝わってしまう恐れはあるが、「その気持ちに嘘はなかった」ということを伝えたいと語っている。
菊池はKAT-TUNの中丸雄一の公式YouTubeチャンネルに出演した際に新メンバーの人数やジュニアのグループ兼任の可能性について言及した。人数については未定としながらも「フォーメーションとかが様変わりするような人数の増やし方はしないと決めている」と説明。7人は「ギリギリのラインかも知れない」、8～9人だと「結構ガラっと変わる」と予想した。出会いによっては「該当者なし」もあり得ると発言し、「そうはならないように丁寧に探していきたい」と意欲を見せた。ジュニア（旧・ジャニーズJr.）のグループメンバーが変動しないことが主流になっている昨今、「グループを壊そうってつもりはないし、それによって混乱を招くようなことにはしたくない」と語った一方で、1人1人のやりたいことを尊重し「その子の1つの可能性・選択肢としてtimelesz加入もある。その間口は僕らが広げたい」と既存グループにいてもいなくても、本人の希望を尊重する意思を示した。なお、現役のジュニアは活動実績があることから前半の審査には参加せず、二次審査以降の合流を予定していた。しかし、「timelesz project -AUDITION-」の第10話において、ジュニアからの応募は多数あり一部は実際にパフォーマンスを見せてくれたが、ジュニアの様々な状況を踏まえて協議を重ねた結果、ジュニアの参加が叶わなかったことが菊池の口から明かされている。
2024年8月から女性ファッション雑誌「an・an」で、オーディションの一部始終に密着した短期集中連載「timelesz project-AUDITION- DOCUMENTARY」が開始。誌面は主にtimeleszメンバーや候補生へのインタビューで構成される。

## 審査

### 一次審査
一次審査は書類選考。応募期間は2024年5月1日から6月2日23時59分まで。応募条件は日本で活動可能な2024年12月31日時点で18歳から30歳までの男性、芸能事務所等の芸能活動を行う団体に所属していない人（ジュニアは応募可）。経験、自薦他薦は問わない。応募資格には「Sexy Zoneのこれまでの活動にリスペクトがあり、そして、timeleszの一員として、多くの方に感謝を持って新しいエンタメを届ける気概のある方」というメンバーが新しい仲間に求める条件も含まれている。応募総数は18,922件となった。書類選考の段階からtimeleszメンバーも審査員として参加。

### 二次審査
一次審査を通過した350名の候補生が対象。会場は東京都と大阪府の2ヶ所。審査員を務めるtimeleszメンバーの前で、自己紹介と課題曲の中から歌とダンスをそれぞれ披露する。審査のアシスタントとして過去にtimelesz作品の振り付けを担当したダンサーのNOSUKE、K-POP事務所やミュージカル「RENT」のボーカルトレーナーを務めた経歴を持つシンガーソングライターの宮本美季が参加。

### 三次審査
三次審査は3日間かけて行われる。まず1日目にV6の「Can do! Can go!」（「SUPER HEROES」収録）の振り入れを全員で行う。終わりを告げられるまで何度も踊りを繰り返して立ち位置の変更を行い、最終的に全体の暫定順位を決定する。菊池によれば、これは旧ジャニーズ事務所から続く事務所の伝統的なオーディション形式である。暫定順位決定後、9人1組の4チームに分かれて課題曲を3日間かけて練習を行う。2日目に中間発表、3日目に本番という日程で行われる。三次審査を突破できるのは15名。
チームを組んで練習を行うが、timeleszメンバーはこれはあくまでも「個人戦」であるとしており、個人順位で三次審査通過者が決定する。菊池は全体ダンスの前にその「個人戦」という意味、意図を候補生に考えるように促した。
以下はチーム分け。（）内は全体ダンスでの暫定順位、太字はチームリーダーである。
| チーム名    | メンバー | 課題曲        |
| ----------- | --- | ------------- |
|             | |               |
| team RED    | 上野（7）、浅井（2）、佐野空波（5）、猪俣（12）、日野（27）、松田和季（34）、北林（32）、鹿野（23）、沼田（21） | SMAP「SHAKE」 |
|             | | SMAP「SHAKE」 |
| team BLUE   | 堤（15）、西山（4）、佐野雄河（17）、高山（9）、松田太雅（14）、篠塚（16）、川村（36）、高橋（24）、真家（33）  | SMAP「SHAKE」 |
|             | |               |
| team GREEN  | 前田大輔（6）、浜川（3）、橋本（11）、鈴木（19）、齊藤（30）、安部（25）、井手（28）、加賀谷（31）、矢崎（18）  | 嵐「Monster」 |
|             | | 嵐「Monster」 |
| team YELLOW | 山根（1）、永井（8）、前田大翔（20）、本多（10）、岩崎（13）、神谷（29）、助川（22）、大上（26）、池田（35）    | 嵐「Monster」 |

### 四次審査
三次審査を突破した15人の候補生たちが、関東の施設で3日間合宿の四次審査に挑む。候補生15人に加え、STARTO ENTERTAINMENTに所属し、俳優として活動している寺西拓人、原嘉孝、今江大地の3人が候補生として加わった。6人3チームに分かれて課題曲の練習を行う。3日間の合宿後、2週間の個人練習期間を置き、本番という日程で行われる。四次審査から初めてのtimeleszの楽曲が課題曲として採用された。それぞれのチームの課題曲に加えて全員ダンスの課題曲として配信番組のテーマ曲としても採用されている「Anthem」が選ばれた。四次審査を突破できるのは12名。
以下はチーム分け。課題曲がそのままチーム名となっている。（）内は三次審査通過時の順位、太字はチームリーダー、色分けは着用ゼッケンの色。
| チーム名               | メンバー                                                              |
| ---------------------- | --------------------------------------------------------------------- |
|                        |                                                                       |
| team 人生遊戯          | 山根（1）、日野（4）、橋本（6）、浜川（11）、岩崎（15）、今江         |
|                        |                                                                       |
| team RIGHT NEXT TO YOU | 浅井（3）、前田大輔（8）、上野（9）、前田大翔（12）、篠塚（14）、寺西 |
|                        |                                                                       |
| team Purple Rain       | 鈴木（2）、西山（5）、本多（7）、北林（10）、猪俣（13）、原           |

### 五次審査
timeleszの3人がそれぞれのチームをプロデュースする。課題曲は3人それぞれがプロデュースした新曲が用意された。本番で着用する衣装は、STARTO ENTERTAINMENTの先輩が着用したものが採用された。3人ぞれぞれが実際に先輩のもとを訪れて衣装を借りる承諾を得た。菊池はこの五次審査はtimeleszと候補生との距離を縮める意図があると説明。更に松島はジャニーズ事務所時代から続いてきた先輩が後輩のパフォーマンスを演出するという伝統に倣ったものであり、timeleszの高いプロデュース力を活かしての審査となった。
課題曲発表から1ヶ月の練習期間が設けられる。途中で候補生が5日間の共同生活を送る。その1日目に中間発表、3日目にビジュアル撮影、5日目に本番という日程で行われる。五次審査を突破できるのは8名。
以下はチーム分け。（）内は四次審査通過時の順位、太字はチームリーダー、色分けは着用ゼッケンの色であり、プロデュースするメンバーのメンバーカラーに由来する。なお、チームリーダーはプロデュースする3人がそれぞれ指名した。
| チーム名        | メンバー                                        | 課題曲                 | 衣装提供       |
| --------------- | ----------------------------------------------- | ---------------------- | -------------- |
|                 |                                                 |                        |                |
| team KIKUCHI    | 橋本（3）、本多（6）、篠塚（9）、前田大輔（12） | 「New phase」          | 山下智久       |
|                 |                                                 |                        |                |
| team SATO       | 原（4）、西山（5）、浜川（7）、猪俣（8）        | 「革命のDancin'night」 | V6             |
|                 |                                                 |                        |                |
| team MATSUSHIMA | 山根（1）、寺西（2）、浅井（10）、鈴木（11）    | 「SWEET」              | Hey! Say! JUMP |

## 出演者
- timelesz
- NOSUKE - ダンストレーナー
- 宮本美季 - ボーカルトレーナー

## 二次審査を通過した候補生
以下36名の候補生が二次審査を通過した。肩書は二次審査参加時点のもの。黄色は、三次審査通過者。オレンジ色は、四次審査通過者。ピンク色は、五次審査通過者。金色は新加入メンバー。新加入メンバーは猪俣周杜、篠塚大輝、橋本将生、寺西拓人、原嘉孝の5名。
| 二次審査を通過した候補生 | 二次審査を通過した候補生 | 二次審査を通過した候補生 | 二次審査を通過した候補生 | 二次審査を通過した候補生      | 二次審査を通過した候補生 | 二次審査を通過した候補生 | 二次審査を通過した候補生 | 二次審査を通過した候補生 | 二次審査を通過した候補生                                                                              |
| 名前                     | かな表記                 | 生年月日                 | 出身地                   | 肩書                          | 3次 全体ダンス 順位      | 3次 通過 順位            | 4次 通過 順位            | 5次 通過 順位            | 備考                                                                                                  |
| ------------------------ | ------------------------ | ------------------------ | ------------------------ | ----------------------------- | ------------------------ | ------------------------ | ------------------------ | ------------------------ | --- |
| 浅井 乃我                | あさい のあ              | 2007年2月5日（18歳）     | アメリカ合衆国           | 高校生                        | 2                        | 3                        | 10                       | 8                        | |
| 安部 亮輔                | あべ りょうすけ          | 1998年1月19日（27歳）    | 福岡県                   | ピザ店デリバリー              | 25                       |                          |                          |                          | 第33回ジュノン・スーパーボーイ・コンテスト ファイナリスト                                             |
| 池田 隼都                | いけだ しゅんと          | 2005年2月18日（20歳）    | 埼玉県                   | フリーター                    | 35                       |                          |                          |                          | 第36回ジュノン・スーパーボーイ・コンテスト出場                                                        |
| 井手 敦紀                | いで あつき              | 2001年12月19日（23歳）   | 岡山県                   | 営業職                        | 28                       |                          |                          |                          | |
| 猪俣 周杜                | いのまた しゅうと        | 2001年8月17日（23歳）    | 茨城県                   | 塗装業                        | 12                       | 13                       | 8                        | 5                        | 元8iperメンバー                                                                                       |
| 今江 大地                | いまえ だいち            | 1995年11月6日（29歳）    | 京都府                   | 俳優                          | -                        | -                        |                          |                          | STARTO ENTERTAINMENT所属、4次審査より参加                                                             |
| 岩崎 琉斗                | いわさき りゅうと        | 2000年10月6日（24歳）    | 愛知県                   | 焼肉店店員                    | 13                       | 15                       |                          |                          | PRODUCE 101 JAPAN SEASON1出演者                                                                       |
| 上野 凌大                | うえの りょうた          | 1996年2月5日（29歳）     | 京都府                   | ダンスインスクトラクター      | 7                        | 9                        |                          |                          | |
| 大上 由宇                | おおかみ ゆう            | 2000年6月16日（25歳）    | 愛知県                   | 消防士                        | 26                       |                          |                          |                          | |
| 加賀谷 桜汰              | かがや おうた            | 2004年5月7日（21歳）     | 北海道                   | 大学生                        | 31                       |                          |                          |                          | 第36回ジュノン・スーパーボーイ・コンテスト ベスト30                                                   |
| 神谷 育利                | かみや いくと            | 2004年1月8日（21歳）     | 愛知県                   | インフルエンサー              | 29                       |                          |                          |                          | |
| 川村 歩士                | かわむら あゆと          | 2003年6月13日（22歳）    | 三重県                   | 大学生                        | 36                       |                          |                          |                          | |
| 北林 楓                  | きたばやし かえで        | 1999年10月27日（25歳）   | 沖縄県                   | 沖縄料理店店員                | 32                       | 10                       |                          |                          | |
| 齊藤 崇太                | さいとう そうた          | 1997年9月2日（27歳）     | 群馬県                   | 美容室経営者、元ジャニーズJr. | 30                       |                          |                          |                          | |
| 佐野 空波                | さの くうは              | 2004年9月22日（20歳）    | 静岡県                   | ダンスインスクトラクター      | 5                        |                          |                          |                          | |
| 佐野 雄河                | さの ゆうが              | 2001年12月6日（23歳）    | 東京都                   | ダンスインスクトラクター      | 17                       |                          |                          |                          | WARPs DIG主催オーディション「WARPs ROOTS」参加                                                        |
| 鹿野 倖巧                | しかの こうた            | 2004年6月13日（21歳）    | 鹿児島県                 | 大学生                        | 23                       |                          |                          |                          | |
| 篠塚 大輝                | しのづか たいき          | 2002年7月9日（23歳）     | 大阪府                   | 大学生                        | 16                       | 14                       | 9                        | 6                        | |
| 助川 壮太                | すけがわ そうた          | 2006年2月19日（19歳）    | 神奈川県                 | 大学生                        | 22                       |                          |                          |                          | |
| 鈴木 凌                  | すずき りょう            | 1998年12月22日（26歳）   | 東京都                   | スマホケース販売員            | 19                       | 2                        | 11                       |                          | かつてはJO1メンバー・白岩瑠姫と同じグループでアイドルとして活動                                       |
| 高橋 良彰                | たかはし よしあき        | 1998年9月3日（26歳）     | 東京都                   | トレーニングジム店長          | 24                       |                          |                          |                          | |
| 高山 大輝                | たかやま ひろき          | 2001年11月23日（23歳）   | 沖縄県                   | フリーター                    | 9                        |                          |                          |                          | 元ZILLIONメンバー メンズコスメブランド「MENCOS」イメージモデル経験者                                  |
| 堤 良維                  | つつみ らい              | 2003年1月4日（22歳）     | 福岡県                   | 大学生                        | 15                       |                          |                          |                          | 日本経済大学学生広報プロジェクトチーム「BLUE ROSE」メンバー 「2024 K-POP WORLD AUDITION」優勝         |
| 寺西 拓人                | てらにし たくと          | 1994年12月31日（30歳）   | 神奈川県                 | 俳優                          | -                        | -                        | 2                        | 2                        | STARTO ENTERTAINMENT所属、4次審査より参加                                                             |
| 永井 陸                  | ながい りく              | 1997年6月10日（28歳）    | 山梨県                   | ダンサー                      | 8                        |                          |                          |                          | |
| 西山 智樹                | にしやま ともき          | 2000年2月23日（25歳）    | 東京都                   | ダンスインスクトラクター      | 4                        | 5                        | 5                        |                          | ASIA SUPER YOUNG出演者 PRODUCE 101 JAPAN SEASON2出演者 WARPs DIG主催オーディション「WARPs ROOTS」参加 |
| 沼田 和毅                | ぬまた かずき            | 1997年10月31日（27歳）   | 佐賀県                   | ラッパー                      | 21                       |                          |                          |                          | |
| 橋本 将生                | はしもと まさき          | 1999年10月17日（25歳）   | 神奈川県                 | 焼肉店店員                    | 11                       | 6                        | 3                        | 4                        | 第35回ジュノン・スーパーボーイ・コンテスト 参加者                                                     |
| 浜川 路己                | はまがわ ろい            | 2006年1月3日（19歳）     | 沖縄県                   | 高校生                        | 3                        | 11                       | 7                        | 1                        | ASIA SUPER YOUNG出演者                                                                                |
| 原 嘉孝                  | はら よしたか            | 1995年9月25日（29歳）    | 神奈川県                 | 俳優                          | -                        | -                        | 4                        | 3                        | STARTO ENTERTAINMENT所属、4次審査より参加                                                             |
| 日野 健太                | ひの けんた              | 1994年10月24日（30歳）   | 愛媛県                   | 歌手                          | 27                       | 4                        |                          |                          | |
| 本多 大夢                | ほんだ ひろむ            | 2000年7月10日（25歳）    | 神奈川県                 | フリーター                    | 10                       | 7                        | 6                        | 7                        | ASIA SUPER YOUNG出演者 PRODUCE 101 JAPAN SEASON2出演者                                                |
| 真家 匠                  | まいえ たくみ            | 1996年11月2日（28歳）    | 茨城県                   | 建設機器メーカー勤務          | 33                       |                          |                          |                          | |
| 前田 大翔                | まえだ たいしょう        | 1995年9月16日（29歳）    | 神奈川県                 | 元アイドル                    | 20                       | 12                       |                          |                          | 元Candy Boyメンバー                                                                                   |
| 前田 大輔                | まえだ だいすけ          | 2000年8月30日（24歳）    | 富山県                   | カラオケ店店員                | 6                        | 8                        | 12                       |                          | |
| 松田 和季                | まつだ かずき            | 2004年1月15日（21歳）    | 神奈川県                 | 専門学校生                    | 34                       |                          |                          |                          | |
| 松田 太雅                | まつだ たいが            | 2004年1月27日（21歳）    | 愛知県                   | カフェ店員                    | 14                       |                          |                          |                          | |
| 矢崎 佑太郎              | やざき ゆうたろう        | 1995年5月16日（30歳）    | 神奈川県                 | テレビ局アナウンサー          | 18                       |                          |                          |                          | 元福島テレビ所属（2024年11月22日にて退社）                                                            |
| 山根 航海                | やまね わたる            | 2001年10月5日（23歳）    | 山口県                   | イタリアンレストラン店員      | 1                        | 1                        | 1                        |                          | 元ZILLIONメンバー                                                                                     |

### 候補生の順位の推移
| 候補生の暫定順位 | 候補生の暫定順位       | 候補生の暫定順位           | 候補生の暫定順位            | 候補生の暫定順位            | 最終加入メンバー                                |
| 順位             | Ep4時点 （全体ダンス） | Ep7時点 （三次審査通過者） | Ep11時点 （四次審査通過者） | Ep16時点 （五次審査通過者） | 最終加入メンバー                                |
| ---------------- | ---------------------- | -------------------------- | --------------------------- | --------------------------- | ----------------------------------------------- |
| 1                | 山根 航海              | 山根 航海 →                | 山根 航海 →                 | 浜川 路己↑6                 | 橋本 将生 寺西 拓人 猪俣 周杜 篠塚 大輝 原 嘉孝 |
| 2                | 浅井 乃我              | 鈴木 凌 ↑17                | 寺西 拓人                   | 寺西 拓人 →                 | 橋本 将生 寺西 拓人 猪俣 周杜 篠塚 大輝 原 嘉孝 |
| 3                | 浜川 路己              | 浅井 乃我 ↓1               | 橋本 将生 ↑3                | 原 嘉孝↑1                   | 橋本 将生 寺西 拓人 猪俣 周杜 篠塚 大輝 原 嘉孝 |
| 4                | 西山 智樹              | 日野 健太 ↑23              | 原 嘉孝                     | 橋本 将生↓1                 | 橋本 将生 寺西 拓人 猪俣 周杜 篠塚 大輝 原 嘉孝 |
| 5                | 佐野 空波              | 西山 智樹 ↓1               | 西山 智樹 →                 | 猪俣 周杜↑3                 | 橋本 将生 寺西 拓人 猪俣 周杜 篠塚 大輝 原 嘉孝 |
| 6                | 前田 大輔              | 橋本 将生 ↑5               | 本多 大夢 ↑1                | 篠塚 大輝↑3                 |                                                 |
| 7                | 上野 凌大              | 本多 大夢 ↑3               | 浜川 路己 ↑4                | 本多 大夢↓1                 |                                                 |
| 8                | 永井 陸                | 前田 大輔 ↓2               | 猪俣 周杜 ↑5                | 浅井 乃我↑2                 |                                                 |
| 9                | 高山 大輝              | 上野 凌大 ↓2               | 篠塚 大輝 ↑5                |                             |                                                 |
| 10               | 本多 大夢              | 北林 楓 ↑22                | 浅井 乃我 ↓7                |                             |                                                 |
| 11               | 橋本 将生              | 浜川 路己 ↓8               | 鈴木 凌 ↓9                  |                             |                                                 |
| 12               | 猪俣 周杜              | 前田 大翔 ↑8               | 前田 大輔 ↓4                |                             |                                                 |
| 13               | 岩崎 琉斗              | 猪俣 周杜 ↓1               |                             |                             |                                                 |
| 14               | 松田 太雅              | 篠塚 大輝 ↑2               |                             |                             |                                                 |
| 15               | 堤 良維                | 岩崎 琉斗 ↓2               |                             |                             |                                                 |
| 16               | 篠塚 大輝              |                            |                             |                             |                                                 |
| 17               | 佐野 雄河              |                            |                             |                             |                                                 |
| 18               | 矢崎 佑太郎            |                            |                             |                             |                                                 |
| 19               | 鈴木 凌                |                            |                             |                             |                                                 |
| 20               | 前田 大翔              |                            |                             |                             |                                                 |
| 21               | 沼田 和毅              |                            |                             |                             |                                                 |
| 22               | 助川 壮太              |                            |                             |                             |                                                 |
| 23               | 鹿野 倖巧              |                            |                             |                             |                                                 |
| 24               | 高橋 良彰              |                            |                             |                             |                                                 |
| 25               | 安部 亮輔              |                            |                             |                             |                                                 |
| 26               | 大上 由宇              |                            |                             |                             |                                                 |
| 27               | 日野 健太              |                            |                             |                             |                                                 |
| 28               | 井手 敦紀              |                            |                             |                             |                                                 |
| 29               | 神谷 育利              |                            |                             |                             |                                                 |
| 30               | 齊藤 崇太              |                            |                             |                             |                                                 |
| 31               | 加賀谷 桜汰            |                            |                             |                             |                                                 |
| 32               | 北林 楓                |                            |                             |                             |                                                 |
| 33               | 真家 匠                |                            |                             |                             |                                                 |
| 34               | 松田 和季              |                            |                             |                             |                                                 |
| 35               | 池田 隼都              |                            |                             |                             |                                                 |
| 36               | 川村 歩士              |                            |                             |                             |                                                 |

元ジュニアの候補生
- 栗田恵
- 川口優
- 齊藤崇太
- 柴田千寛

## 配信番組「timelesz project -AUDITION-」
2024年9月13日より動画配信サービスNetflixで日本を含む190以上の国や地域に向けて配信開始。オーディション開催発表時点で番組配信元は決まっておらず、候補としてtimeleszの公式YouTubeチャンネル、オーディション専用のYouTubeチャンネル、その他の新たなSNSなどが検討されていた。その中でNetflixという大手動画配信サービスが協力を申し出てくれたことにメンバー3人は驚くとともに謝意を述べている。

### 各話
| 通算 話数 | タイトル                                                          | 公開日         |
| --------- | ----------------------------------------------------------------- | -------------- |
| 1         | "episode 01 仲間探しオーディション、timelesz project 始動!"       | 2024年9月13日  |
| 2         | "episode 02 出会いのその先へ...いよいよ3次審査 通過者が決まる!"   | 2024年9月24日  |
| 3         | "special episode -覚悟-"                                          | 2024年10月11日 |
| 4         | "episode 03 3次審査開始! 候補生36名がチームパフォーマンスに挑む!" | 2024年10月25日 |
| 5         | "episode 04 3次審査 team GREEN密着篇"                             | 2024年11月8日  |
| 6         | "episode 05 3次審査 team YELLOW密着篇"                            | 2024年11月22日 |
| 7         | "episode 06 3次審査 team RED密着篇&3次審査通過者決定!"            | 2024年11月29日 |
| 8         | "episode 07 4次審査ついに始動! 候補生を待ち受けるのは－!?"        | 2024年12月7日  |
| 9         | "episode 08 4次審査 team 『人生遊戯』"                            | 2024年12月14日 |
| 10        | "episode 09 4次審査 team 『RIGHT NEXT TO YOU』"                   | 2024年12月21日 |
| 11        | "episode 10 4次審査 通過者発表 18名から12名に"                    | 2024年12月27日 |
| 12        | "special episode 02 -素顔-"                                       | 2025年1月3日   |
| 13        | "episode 11 5次 メンバープロデュース審査スタート!"                | 2025年1月10日  |
| 14        | "episode 12 5次審査 team SATO篇"                                  | 2025年1月17日  |
| 15        | "episode 13 5次審査 team MATSUSHIMA篇"                            | 2025年1月24日  |
| 16        | "episode 14 5次審査 team KIKUCHI篇"                               | 2025年1月31日  |
| 17        | "episode 15 6次（ファイナル）審査始動!"                           | 2025年2月7日   |
| 18        | "episode 16 最終審査&新メンバー決定!"                             | 2025年2月15日  |

### スタッフ
- 企画・プロデュース：菊池風磨、佐藤勝利、松島聡
- 構成：北原ゆき、古賀文恵
- TD：清原光彰
- CAM：小龍裕之、小島隆志
- VE：寺内崇陽
- 音声：笠原祥希、福田拓海
- アシスタント：横光佑亮
- ポスプロコーディネーター：吉松敦史
- データマネージャー：竹村和佳奈
- オフライン：高原淳
- 編集：筒井啓介
- MA：坪野有馬
- 音響効果：佐藤卓嗣
- 運営：岩元紀寿、飯野勇、秋元博文、藤本佳予子、小林直幹、藤丸崇徳
- YouTube：京田莉沙
- OPタイトル：樋口明日奈
- タイトルロゴ・キービジュアルデザイン：いすたえこ
- 技術協力：e-naスタジオ、東京オフラインセンター
- ロケ協力：シミズオクト、大阪スクールオブミュージック専門学校
- 協力：クオラス、ヤング・コミュニケーション、ブライトノート・ミュージック、グルーヴ・ミュージックカンパニー
- アシスタントディレクター：川村倫加、菊池顕大、桑本大夢
- アシスタントプロデューサー：小林美保、木屋村紗希、薄木利枝
- 協力プロデューサー：服部亜蘭
- ディレクター：佐々木良、土屋翔、日計美咲、斎藤ノエル龍佑、吉田尚史、清家史嗣、豊川康成、石河礼
- チーフディレクター：伊藤喜孝、西尾良介
- 総合演出：渡辺修
- プロデューサー：尾花典子、大田久美子、近添有賀、青葉範男
- 制作協力：VIVIA
- 制作著作：STARTO ENTERTAINMENT

## 受容
- 2024年8月に解禁された配信番組「timelesz project -AUDITION-」の予告映像の中で、歌詞を忘れた候補者に対して菊池が「歌詞忘れてるようじゃ無理か。歌詞はね、入れとかないと」と軽く注意する場面が公開された。この菊池の独特な言い回しや表情が中毒性を呼び、ファン以外にも拡散され話題となった。ついには「〇〇ないようじゃ無理か。〇〇はね、〇〇しておかないと」と何かを厳しく注意するための言葉として入れ替えられたものが“菊池風磨構文”として拡散され、一時的にX上のトレンドに浮上する事態となった[45]。菊池は自身がレギュラー出演する地上波番組でこの発言をいじられた際に、「あんなにイジられると思ってないの。（オーディションは）真剣にやってるんだから」と困惑した様子を見せた[46]。なお、本編配信後、予告の菊池の発言は、歌詞を覚えていなかっただけでなくダンスも軽いステップと手拍子のみで終わった候補者が志望動機を「女の子が僕を待ってると思った。世に出たいっていうか、ドームを僕の女の子で埋めたい」と語ったことに対するものだったことが明らかとなった[47]。
- 2025年1月10日、オンラインショップにて五次審査に進んだ12名の候補者のトレーディングカードが発売された。これは肖像付きの商品を望む視聴者の要望に応えたものである[48]。同プロジェクト公式Xによるとトレーディングカードは販売開始後即完売。正午の開始から約2時間で完売と追加生産が発表された[49]。